# Odontosoria colombiana
Odontosoria colombiana là một loài dương xỉ trong họ Lindsaeaceae. Loài này được Maxon mô tả khoa học đầu tiên năm 1913.